# ان‌جی‌سی ۴۴۲
ان‌جی‌سی ۴۴۲ (انگلیسی: NGC 442) نام یک کهکشان مارپیچی در صورت فلکی نهنگ است.